# Kuno Kamphausen
Kuno Kamphausen (Krefeld, 27 novembre 1900 - Waldenburg, Silésie 30 juin 1934) est un architecte et homme politique allemand de la République de Weimar, membre du parti catholique du Zentrum et opposant au nazisme. Il a été assassiné lors de la nuit des Longs Couteaux.

## Biographie
Kuno Kamphausen fait ses études d’architecture à l’université technique de Darmstadt où il devient membre de l’association des étudiants catholiques de la ville, la Katholische Deutsche Studentenverbindung Nassovia (de) (KDSTV Nassovia). Il poursuit ses études à Aix-la-Chapelle, où il obtient son doctorat. Membre de la KDSTV locale, il dresse les plans de l'immeuble de celle-ci en 1930-1931
En 1932, Kamphausen entre comme conseiller au département d’urbanisme de la ville de Waldenburg, en Basse-Silésie. Membre du Zentrum et catholique convaincu, il entre en conflit avec les nazis.
Dans l’après-midi du 30 juin 1934, il est arrêté et assassiné par un groupe de SS lors de la nuit des Longs Couteaux.
Kamphausen ne faisant pas partie de la liste des victimes désignées, Heinrich Himmler autorise les poursuites contre les meurtriers. Trois inculpés sont condamnés de un à cinq ans de prison et les autres acquittés.